# Estação Santos-Imigrantes
A Estação Santos–Imigrantes é uma das estações da Linha 2–Verde do Metrô de São Paulo. Foi inaugurada em 30 de março de 2006 e está localizada paralela ao Viaduto Saioá e perpendicular à Avenida Dr. Ricardo Jafet, sendo a única estação de trem ou metrô localizada no distrito do Cursino. Uma das características é o estacionamento integrado, sendo assim, é possível se deslocar até a estação com seu veículo e, mediante pagamento da taxa de estacionamento (seu veículo pode ficar o tempo que desejar estacionado) o valor da passagem para o metrô já está incluso. Também há transporte gratuito partindo da estação em direção à São Paulo Expo, em dias de eventos.

## História

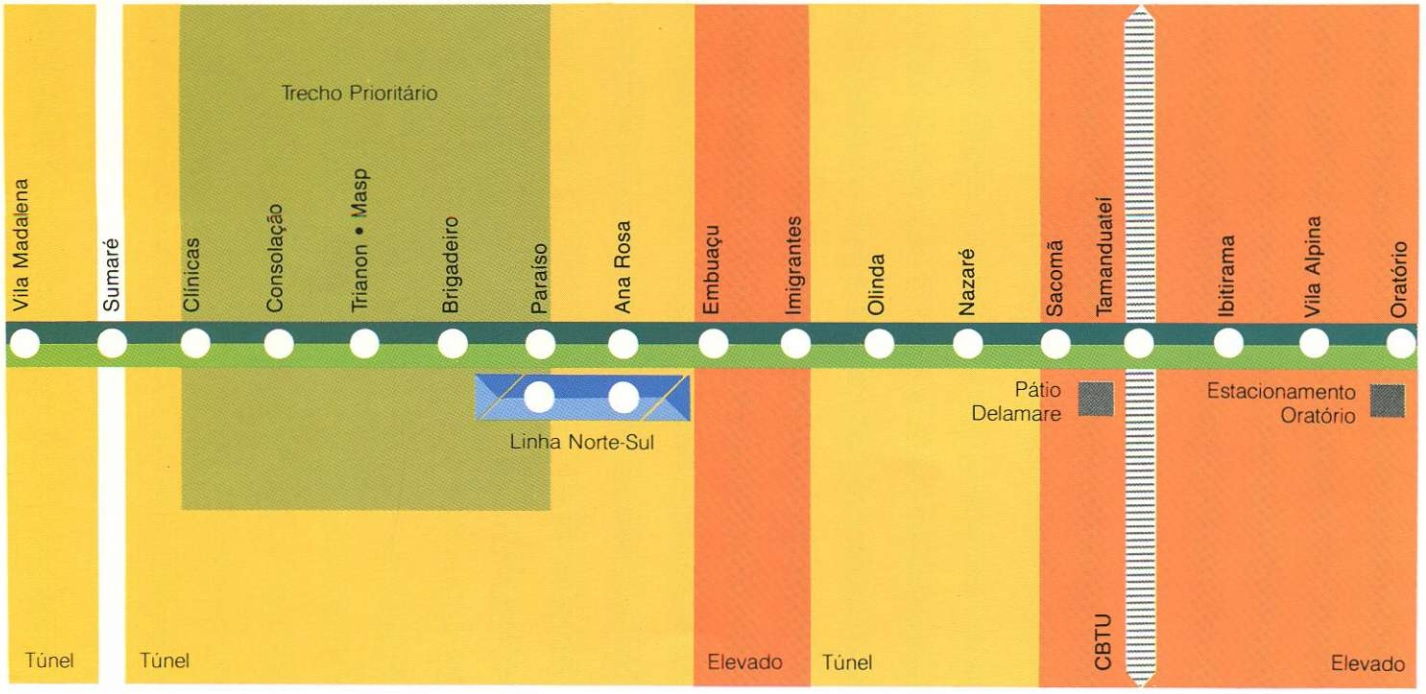
Mapa da Linha Paulista (1989), com a estação Imigrantes prevista para ser elevada

Após a primeira revisão do plano do consórcio HMD da rede do metrô em 1975, a Cia. do Metropolitano projetou a expansão da Linha Paulista entre a Freguesia do Ó e Vila Prudente, com sua expansão leste cruzando a Avenida Ricardo Jafet. Em 1980 o projeto da Linha Paulista foi detalhado, com a linha cruzando a Avenida Ricardo Jafet na altura da Rua Embuaçu. Ali ficaria localizada a futura estação Imigrantes. O prédio de acesso ocuparia parte da área  incinerador do Ipiranga.
A Linha Paulista teve seu projeto suspenso por falta de recursos até 1987, quando a Cia. do Metropolitano realizou novas contratações de estudos e projetos. Em 1991 foram contratadas as obras da estação, porém por falta de recursos o projeto acabou paralisado, embora as construtoras responsáveis Odebrecht e Queirós Galvão tenham recebido parte dos recursos contratuais em procedimento julgado mais tarde irregular pelo Tribunal de Contas do Estado de São Paulo. O primeiro projeto da estação foi contratado apenas em 1994, sendo elaborado pela empresa Engeconsult.
O projeto da estação Imigrantes foi retomado no final da década de 1990, com uma pequena modificação na localização da estação, que passou para o cruzamento da Avenida Ricardo Jafet com a Rua Saioá (240 metros ao norte da localização anteriormente prevista). As obras da estação foram iniciadas em 31 de março de 2004. Em agosto de 2005, cerca de 70 % de suas obras estavam concluídas e o governo do estado projetava sua inauguração para o primeiro semestre de 2006. A estação Imigrantes foi inaugurada em 30 de março de 2006.

## Acessos
Há três acessos nesta estação:
- Acesso pelo Viaduto Saioá (esta saída conta com elevador para deficientes);
- Acesso pela Avenida Doutor Ricardo Jafet;
- Acesso pela Rua Engenheiro Guilherme Winter.

## Características
É uma estação semielevada, com plataforma central, e que possui como principal característica, os pórticos metálicos que sustentam a cobertura.
Possui capacidade de atender a uma demanda de até 20.000 passageiros por dia, e sua área construída é de 6.914m².

## Demanda média da estação

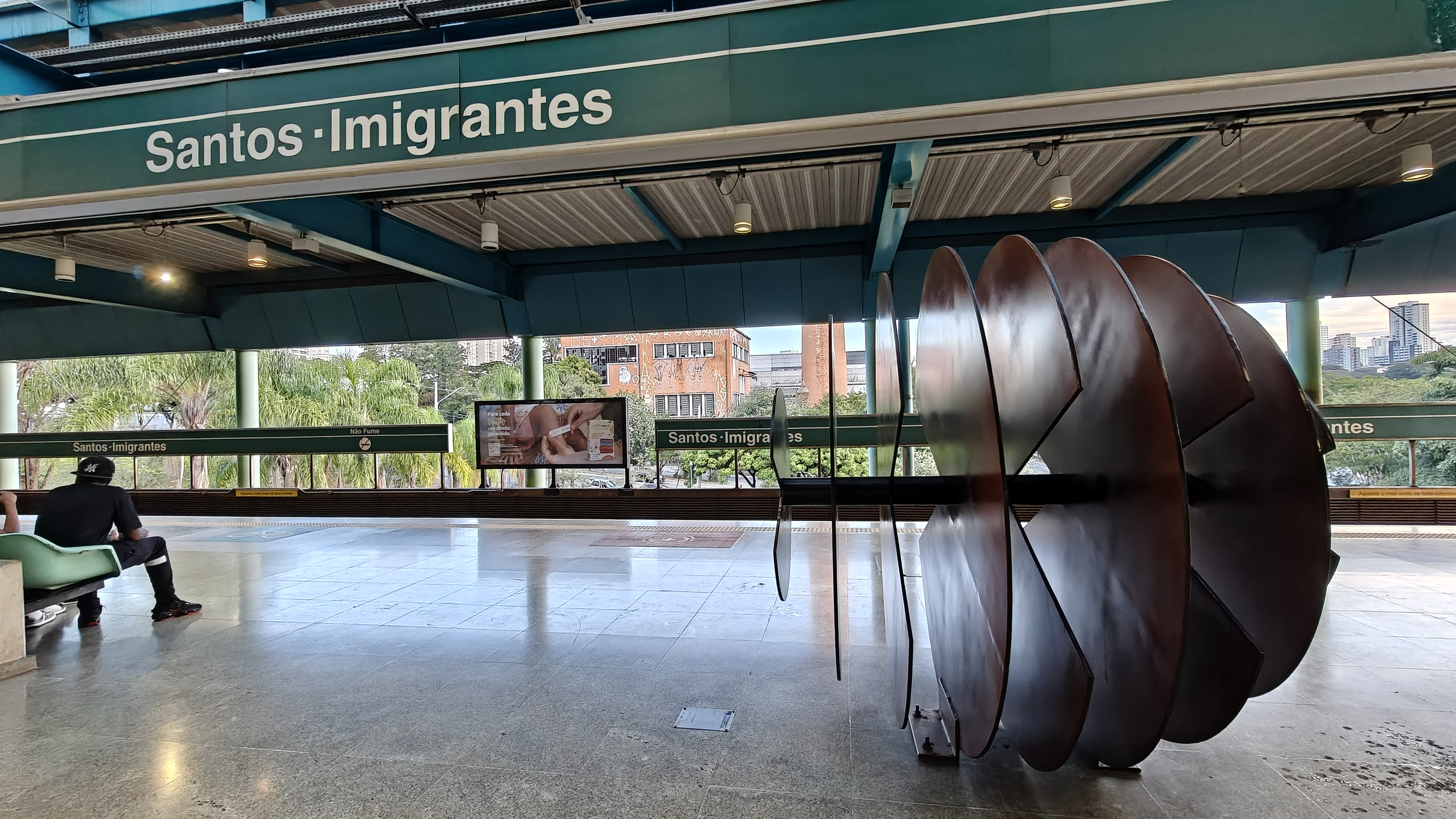
Esfera, de Marcos Garrot

A estação Santos–Imigrantes tem em média, uma entrada de 12 mil passageiros, por dia, sendo igual ao número de entradas das estações Jardim São Paulo–Ayrton Senna e Carandiru, ambas da Linha 1–Azul.

## Obras de arte
A escultura "Esfera", do artista plástico Marcos Garrot, integra o acervo permanente de arte do Metrô e está instalada na área da plataforma da estação.

## Toponímia

### Mudança de nome

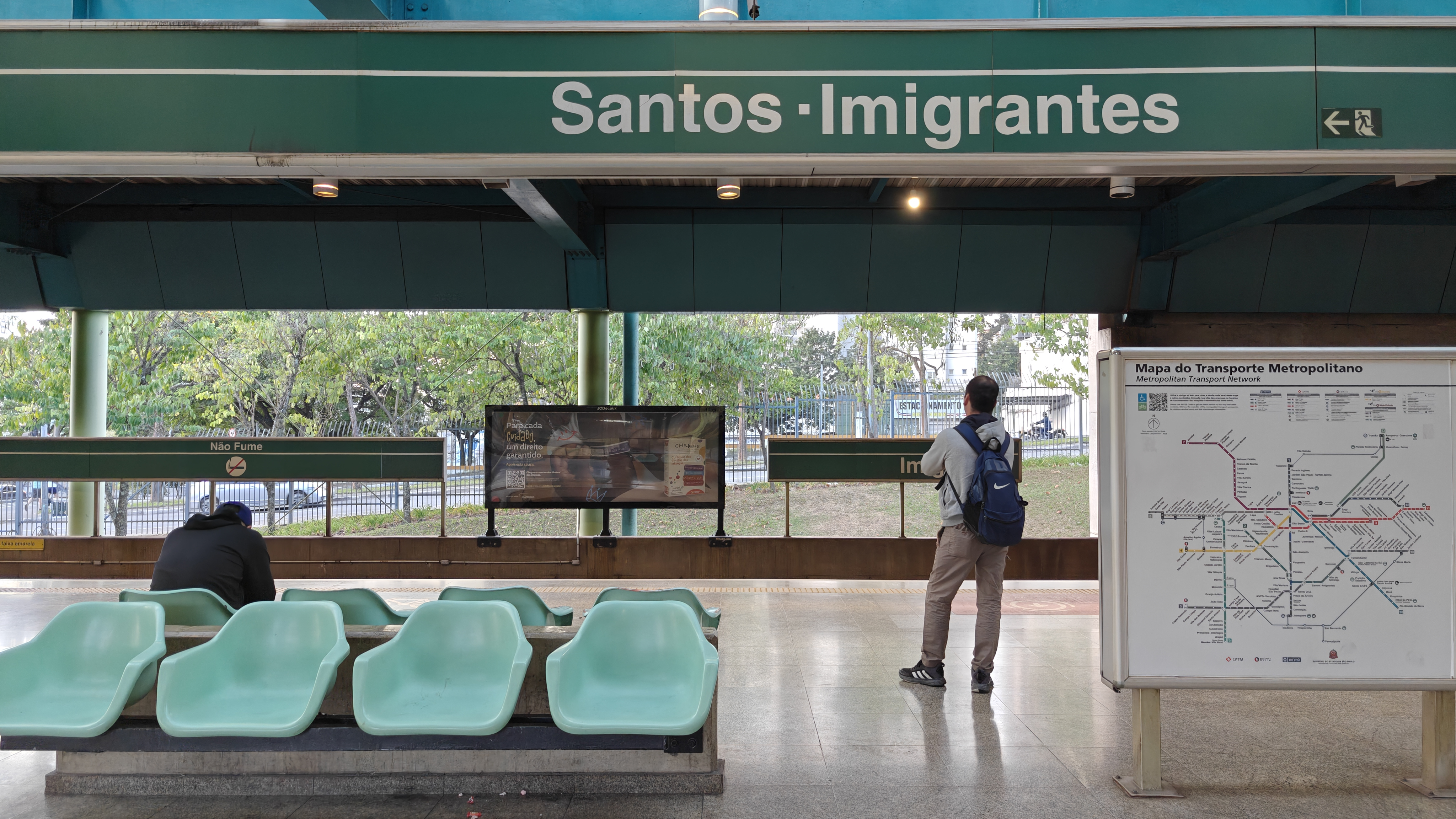
Placa com o novo nome da estação

Em 2007 o deputado estadual Paulo Alexandre Barbosa propôs o projeto de lei estadual nº 136 que se destinava a alterar o nome da estação Jabaquara da Linha 1 do Metrô para "Santos-Jabaquara" para "homenagear" o Santos Futebol Clube, justificando que outros clubes de futebol tinham estações com nomes de clubes como Palmeiras–Barra Funda, Corinthians–Itaquera, São Paulo–Morumbi, Portuguesa–Tietê e Juventus–Mooca. O projeto causou protestos dos moradores do Jabaquara que organizaram abaixo-assinados contrários a essa mudança por conta da estação Jabaquara ser a primeira estação de metrô do Brasil e do Santos Futebol Clube não possuir nenhuma ligação com o bairro.
O deputado Barbosa retirou o projeto. Posteriormente o deputado Bruno Covas apresentou um projeto substitutivo transferindo a "homenagem" ao Santos Futebol Clube para a recém-inaugurada estação Imigrantes. Sem oposição, o projeto foi aprovado e a estação renomeada "Santos-Imigrantes". No dia 4 de novembro de 2008, a estação foi rebatizada para Santos–Imigrantes, em uma cerimônia que contou com a presença de Pelé.
Segundo um estudo divulgado na 22ª Semana de Tecnologia Metroferroviária da Associação dos Engenheiros e Arquitetos de Metrô (AEAMESP) em 2016, o custo de alteração de nome de uma estação ferroviária intermediária como "Santos-Imigrantes" era de 620 mil reais (incluindo alterações das placas da estação, mapas de todos os trens, estações e terminais, alteração de mensagens sonoras pré-gravadas,etc), razão pela qual essas mudanças são evitadas pela Cia. do Metropolitano (que desde 1972 escolhe os nomes das estações após elaborar estudos toponímicos).

## Tabelas
| Linha   | Terminais                     | Estações | Principais destinos                                                                          | Duração das viagens (min) | Intervalo entre trens (min) | Funcionamento                                                 |
| ------- | ----------------------------- | -------- | -------------------------------------------------------------------------------------------- | ------------------------- | --------------------------- | ------------------------------------------------------------- |
| 2 Verde | Vila Madalena ↔ Vila Prudente | 14       | Vila Madalena, Clínicas, Bela Vista, Paraíso, Vila Mariana, Cursino, Ipiranga, Vila Prudente | 28                        | 3                           | Diariamente, das 4h40 à 0h24; Sábados até a 1 hora de domingo |

| Sigla | Estação           | Inauguração         | Capacidade                   | Integração               | Plataformas | Posição     | Notas                                      |
| ----- | ----------------- | ------------------- | ---------------------------- | ------------------------ | ----------- | ----------- | ------------------------------------------ |
| IMG   | Santos–Imigrantes | 30 de março de 2006 | 20 mil passageiros hora/pico | Bilhete Único da SPTrans | Central     | Semielevada | Estação com estrutura de concreto aparente |